# Alexandre Gustave Eiffel

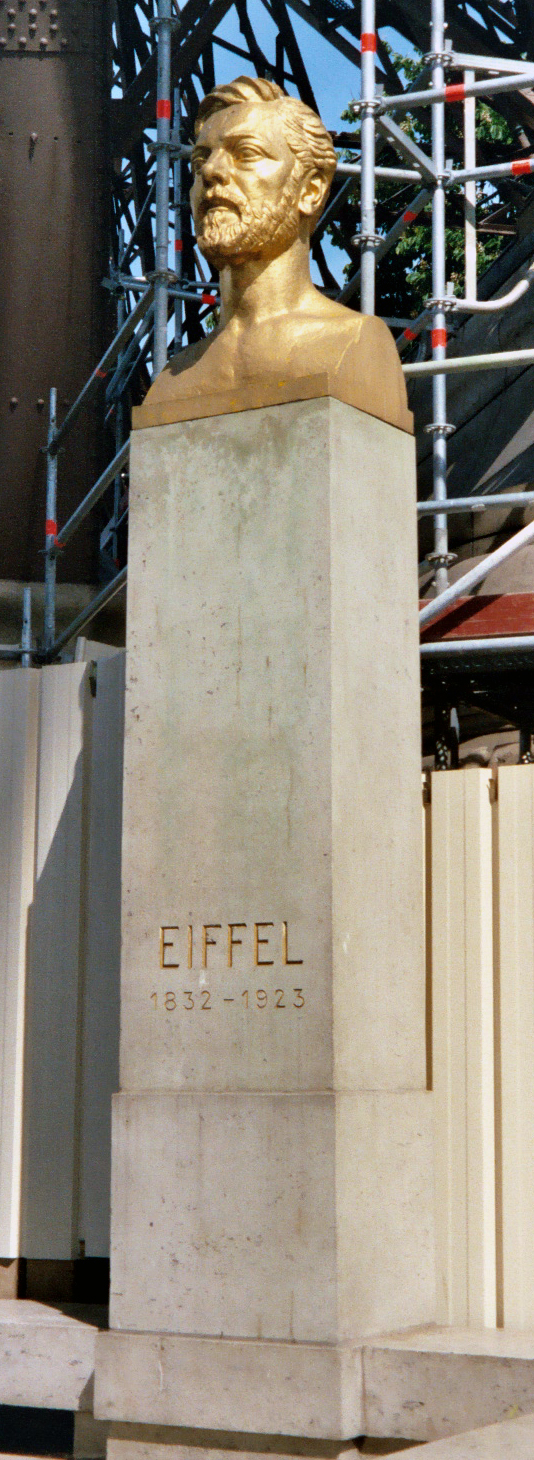
El monument a Gustave Eiffel al peu de la Torre Eiffel

Alexandre Gustave Eiffel (francès: Gustave Eiffel)  (Dijon, 15 de desembre de 1832 - París, 27 de desembre de 1923) va ser un enginyer, especialista en estructures metàl·liques.

## Biografia
El cognom Eiffel va ser adoptat per un dels seus avantpassats a principis del segle xviii, pres del seu lloc de naixença, la ciutat de Marmagen, en la regió d'Eifel (Alemanya), ja que en francès no es podia pronunciar el seu nom, Bönickhausen.
Va estudiar en l'École centrale des arts et manufactures de París, en la que es va graduar com enginyer en el 1855. Poc després va començar a treballar a una empresa d'equips per ferrocarrils.
El 1867 fundà la consultora i constructora Eiffel et Cie que va adquirir un gran prestigi internacional en l'ús del ferro, construint centenars d'importants estructures (ponts, grues, estacions, etc.). Amb l'ajuda de l'enginyer belga Téophile Seyrig, es va adjudicar una subhasta internacional per a dissenyar i construir un viaducte de 160 m de llum sobre el riu Duero, entre Porto i Vila Nova de Gaia a Portugal. La seva proposta usava el «mètode de forces», una tècnica de disseny d'estructures nova aleshores, creada per James Clerk Maxwell el 1846.
El pont Maria Pia consisteix en un doble arc que sosté les vies per a un únic ferrocarril per mitjà de piles que reforcen tot el pont. La construcció va ser força ràpida i va estar conclòs en menys de dos anys (5 de gener de 1876 - 4 de novembre de 1877). Va ser inaugurat pel rei Lluís I i la reina Maria Pia. El pont es va utilitzar fins a 1991 (114 anys) i es va substituir pel nou pont de São João.
Igualment, l'any 1877 construí el Pont de les Peixateries Velles a Girona, sobre el riu Onyar.
També va construir el viaducte de Garabit a Truèire, que amb 165 m va tenir l'arc de major llum de l'època. La seva obra més famosa és la Torre Eiffel. Construïda entre els anys 1887 i 1889 per a l'Exposició Universal de París. No és tan sabut que va dissenyar l'estructura interna de l'Estàtua de la Llibertat de Nova York. Va adquirir experiència en la construcció dissenyant ponts de ferro. Va dissenyar La Ruche a París, que es convertiria, igual que la Torre Eiffel, en un punt de referència de la ciutat. Una estructura circular de tres pisos que sembla un rusc. Es va crear com una construcció temporal per a la Gran Exposició de 1900.
La reputació d'Eiffel va sofrir un dur revés quan es va veure implicat en escàndols financers entorn de Ferdinand de Lesseps. Va ser declarat culpable, però ell no hi tenia res a veure, per la qual cosa el seu judici va ser revisat, i gràcies a això, va ser absolt. En els seus últims anys va començar a estudiar aerodinàmica i meteorologia.
Va morir el 27 de desembre de 1923, als 91 anys, a la seva casa de la Rue Rabelais de París. Va ser enterrat al cementiri de Levallois-Perret, a la mateixa localitat.

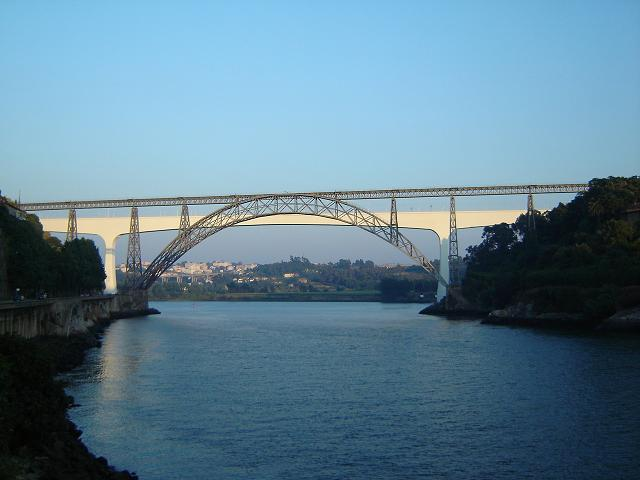
Pont de Maria Pia sobre el Duero a Porto
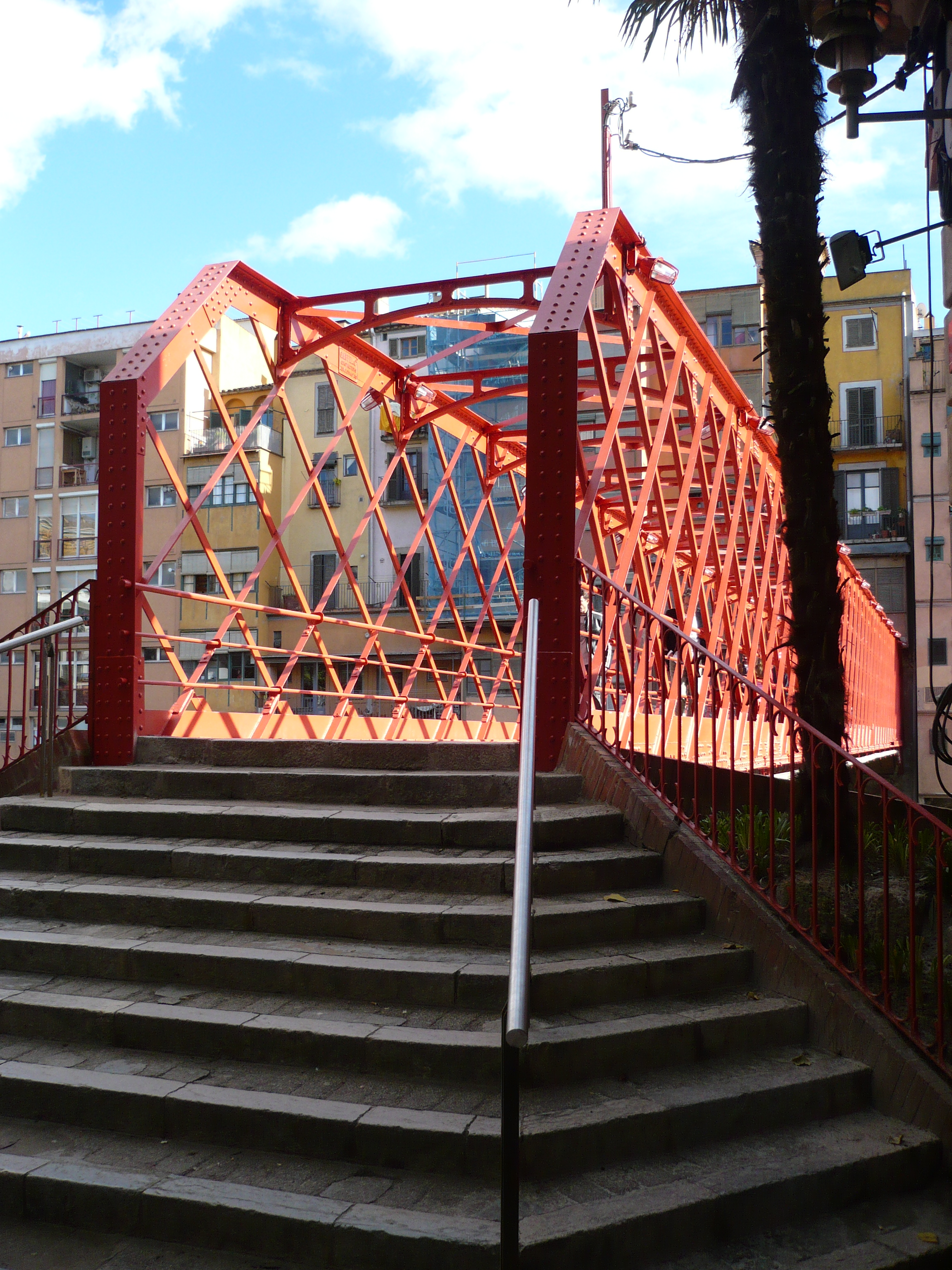
Pont de les Peixateries Velles sobre l'Onyar a Girona
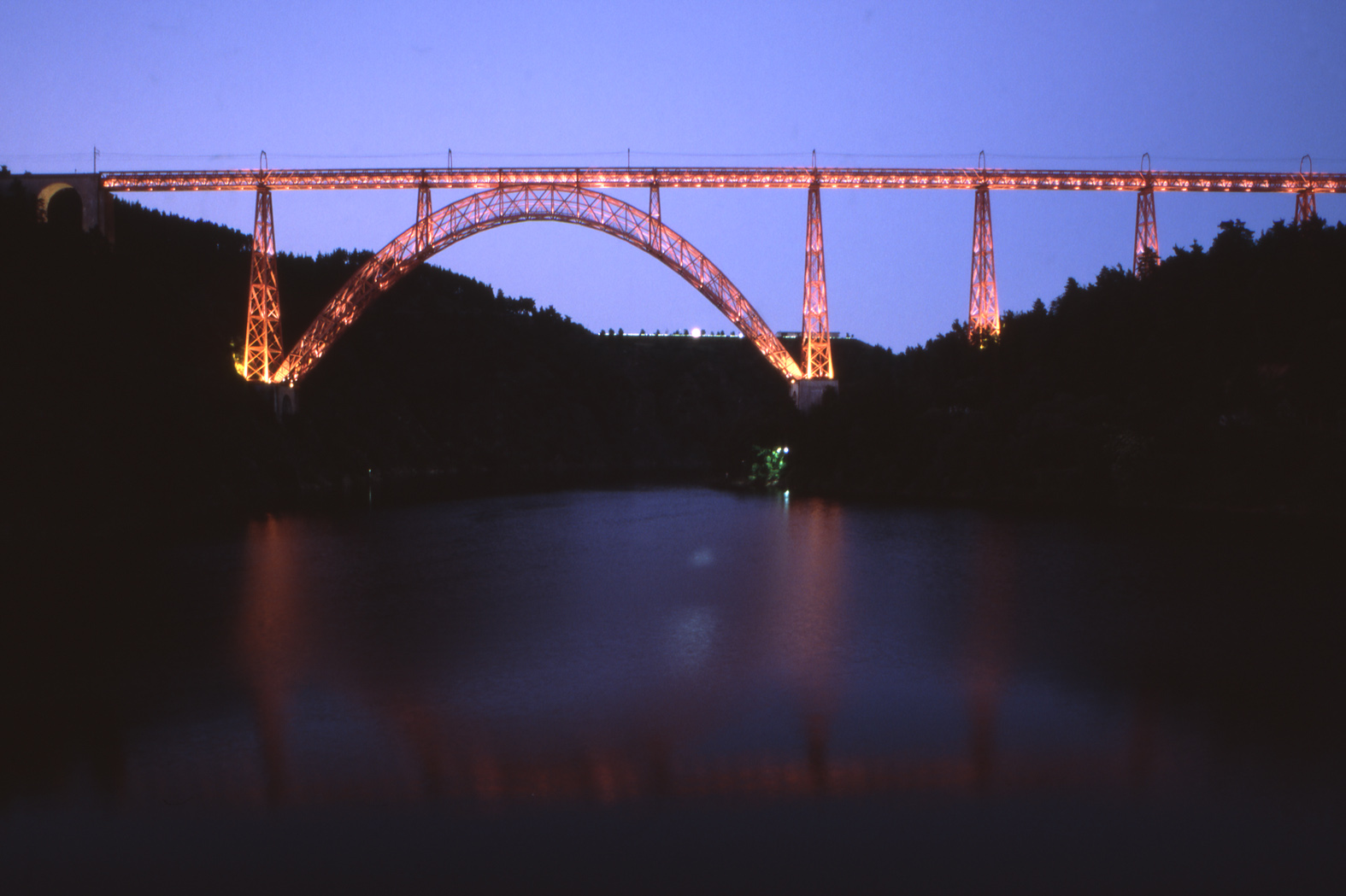
Viaducte de Garabit sobre el Truyère
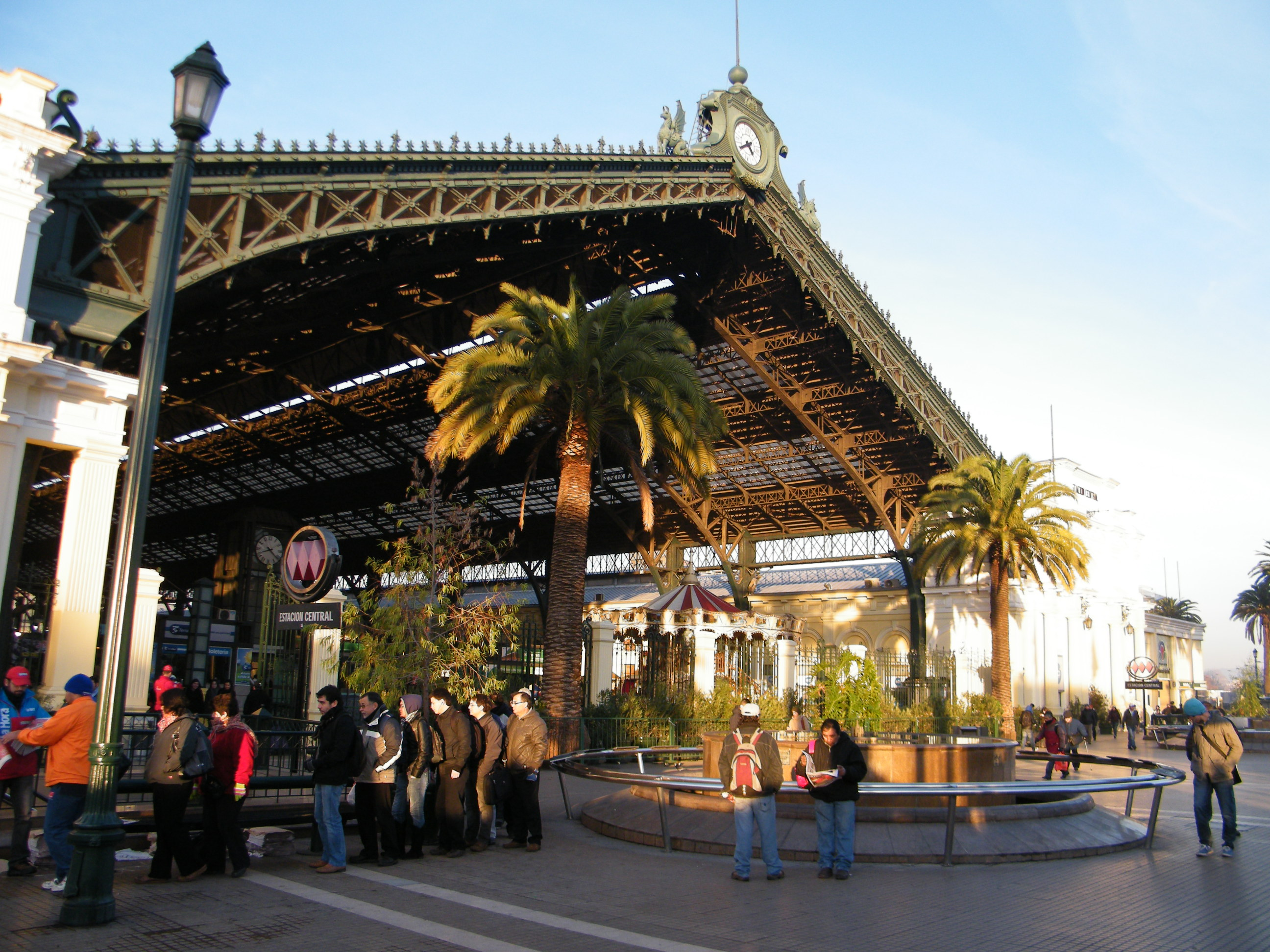
Estació Central de Santiago
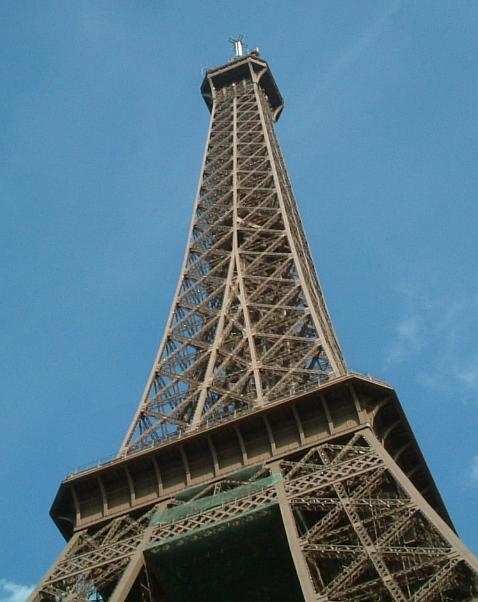
Torre Eiffel a París
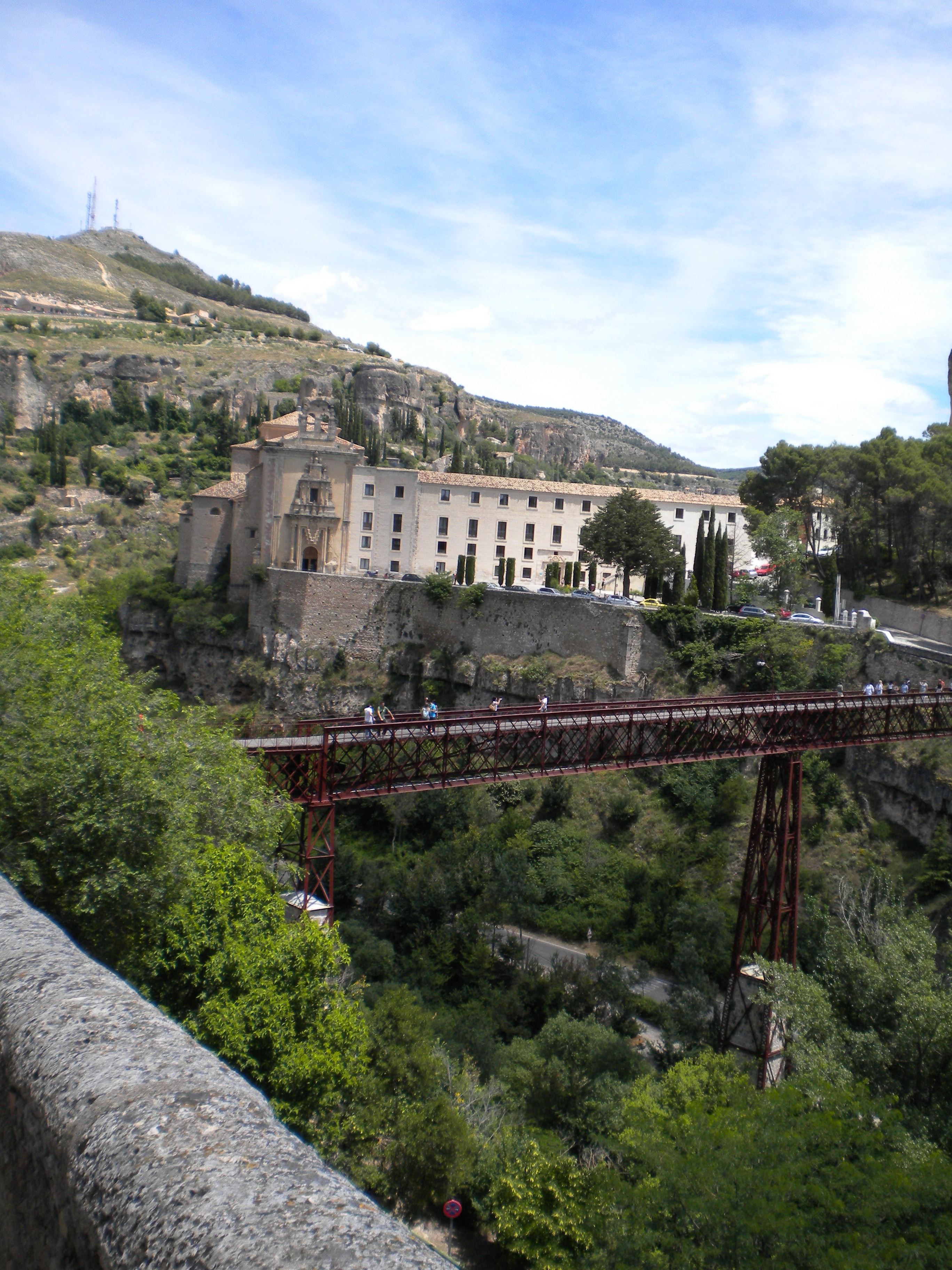
Pont de Sant Pau a Castella - la Manxa, Espanya
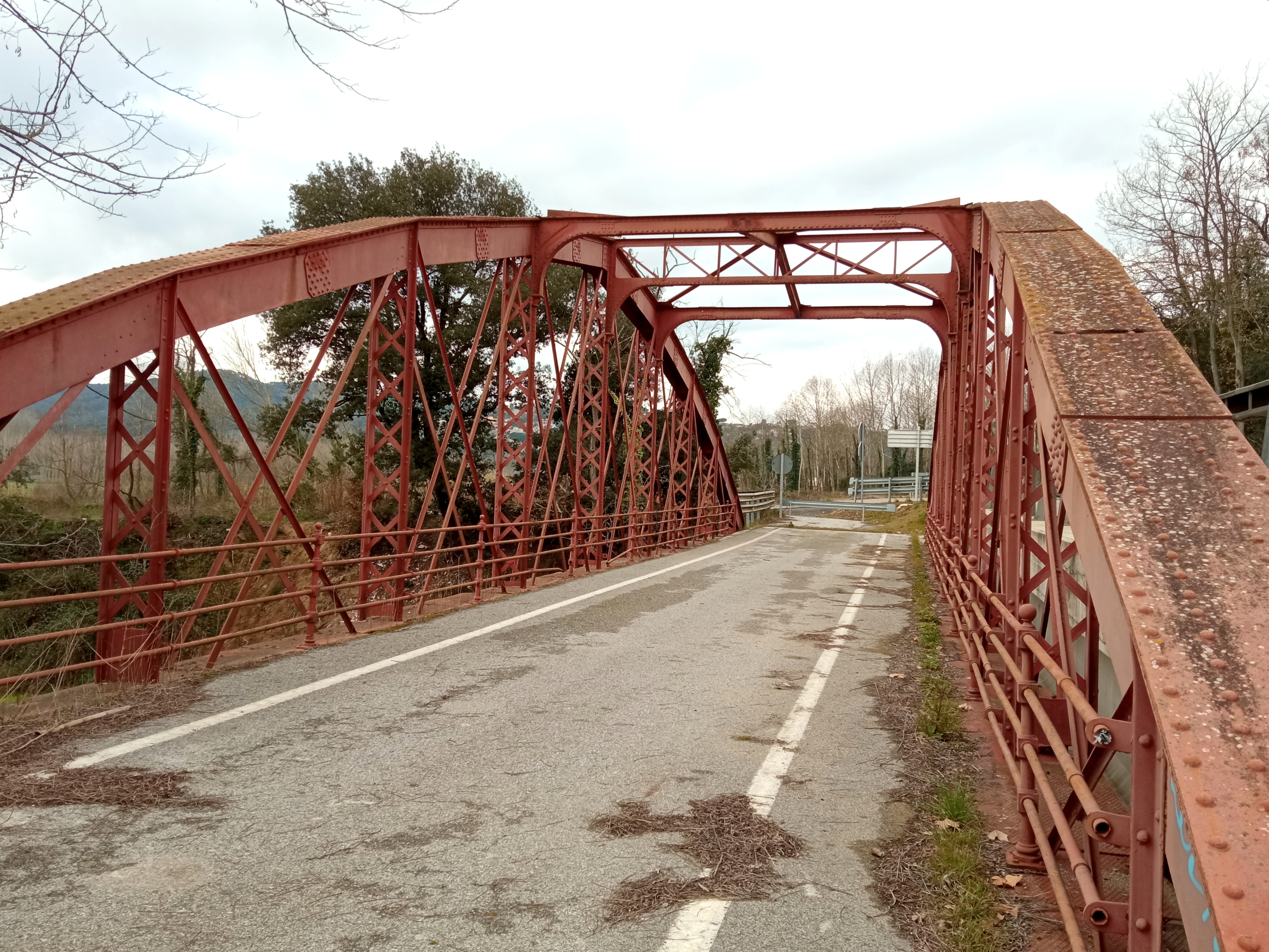
Pont de la riera de Santa Coloma a Fogars de la Selva